# Rithvik Choudary Bollipalli
Rithvik Choudary Bollipalli (* 17. Januar 2001 in Hyderabad) ist ein indischer Tennisspieler.

## Karriere
Zwischen 2016 und 2018 spielte Bollipalli auf der ITF Junior Tour. Zwei Einzel- und sechs Doppeltitel der unteren Kategorien gewann er dort. In der Junioren-Rangliste erreichte er mit Platz 238 seine höchste Notierung.
Bei den Profis spielte Bollipalli erst ab 2022 und ausschließlich im Doppel Turniere. In seinem ersten Jahr trat er mit seinem Landsmann Niki Kaliyanda Poonacha an und gewann auf der drittklassigen ITF Future Tour sieben Titel, wodurch er sein erstes Profijahr auf Platz 353 der Doppel-Rangliste beendete. 2023 spielte er mit seinem Stammpartner in Pune auch sein erstes Turnier der ATP Challenger Tour. Mit ihm gewann er auch seinen achten Future-Titel, im weiteren Jahresverlauf wechselte er aber häufiger seine Spielpartner. So zog er mit Colin Sinclair in Puerto Rico das erste Mal in ein Challenger-Halbfinale ein. Ab Mitte des Jahres spielte er mit Arjun Kadhe, mit dem er im Challenger-Endspiel von Braunschweig und Porto. Das dritte Finale in Olbia gewannen sie. Danach erreichte Bollipalli mit Platz 156 sein Karrierehoch.

## Erfolge
| Legende (Anzahl der Siege) |
| Grand Slam                 |
| ATP Finals                 |
| ATP Tour Masters 1000      |
| ATP Tour 500               |
| ATP Tour 250 (2)           |
| ATP Challenger Tour (4)    |

| ATP-Titel nach Belag |
| Hartplatz (1)        |
| Sand (1)             |
| Rasen (0)            |

### Doppel

#### Turniersiege

##### ATP Tour
| Nr. | Datum            | Turnier           | Belag         | Partner            | Finalgegner                         | Ergebnis           |
| --- | ---------------- | ----------------- | ------------- | ------------------ | ----------------------------------- | ------------------ |
| 1.  | 20. Oktober 2024 | Almaty            | Hartplatz (i) | Arjun Kadhe        | Nicolás Barrientos Skander Mansouri | 3:6, 7:63, [14:12] |
| 2.  | 1. März 2025     | Santiago de Chile | Sand          | Nicolás Barrientos | Máximo González Andrés Molteni      | 6:3, 6:2           |

##### ATP Challenger Tour
| Nr. | Datum             | Turnier         | Belag         | Partner                 | Finalgegner                        | Ergebnis          |
| --- | ----------------- | --------------- | ------------- | ----------------------- | ---------------------------------- | ----------------- |
| 1.  | 21. Oktober 2023  | Olbia           | Hartplatz     | Arjun Kadhe             | Ivan Sabanov Matej Sabanov         | 6:1, 6:3          |
| 2.  | 30. März 2024     | San Luis Potosí | Sand          | Niki Kaliyanda Poonacha | Antoine Bellier Marc-Andrea Hüsler | 6:3, 6:2          |
| 3.  | 20. April 2024    | Acapulco        | Hartplatz     | Niki Kaliyanda Poonacha | Luke Johnson Skander Mansouri      | 7:64, 7:5         |
| 4.  | 23. November 2024 | Rovereto        | Hartplatz (i) | N. Sriram Balaji        | Théo Arribagé Francisco Cabral     | 6:3, 2:6, [12:10] |